# Équipe de Cuba féminine de volley-ball
L'équipe de Cuba féminine de volley-ball est composée des meilleures joueuses cubaines sélectionnés par la fédération cubaine de volley-ball (Federación Cubana de Voleibol, FCV). Elle est classée au 29e rang de la Fédération internationale de volley-ball au 10 juillet 2022.
Elle est la première à interrompre la domination dans le monde du volley-ball féminin, de l'URSS et du Japon en gagnant le Championnat du monde 1978.

Durant les années 1990 (de 1991 à 2000) elle domine le monde du volley-ball féminin en remportant la plupart des titres majeurs.

## Selection actuelle
Sélection pour la Coupe panaméricaine 2010.

Entraîneur :  Juan Carlos Gala Rodriguez ; entraîneur-adjoint :  Eider George Lafita

## Palmarès et parcours

### Palmarès
- Jeux olympiques (3)
  - Vainqueur : 1992, 1996, 2000
  - Troisième : 2004
- Championnat du monde (3)
  - Vainqueur : 1978, 1994, 1998
  - Finaliste : 1986
- Championnat d'Amérique du Nord (13)
  - Vainqueur : 1973, 1975, 1977, 1979,  1985, 1987, 1989, 1991, 1993, 1995, 1997, 1999,  2007
  - Finaliste : 1969, 1971, 1981, 1983, 2001, 2003, 2005
  - Troisième : 2009, 2011
- Coupe du monde (4)
  - Vainqueur : 1989, 1991, 1995, 1999
  - Finaliste : 1977, 1985
- Grand Prix (2)
  - Vainqueur : 1993, 2000
  - Finaliste : 1994, 1996, 1997, 2008
  - Troisième : 1995, 1998
- World Grand Champions Cup (1)
  - Vainqueur : 1993
  - Finaliste : 1997
- Jeux Panaméricains (8)
  - Vainqueur : 1971, 1975, 1979, 1983, 1987, 1991, 1995, 2007
  - Finaliste : 1999, 2003, 2011
  - Troisième : 1967
- Jeux d'Amérique centrale et des Caraïbes (8)
  - Vainqueur : 1970, 1974, 1978, 1982, 1986, 1990, 1993, 1998
  - Finaliste : 1966, 2006
- Coupe panaméricaine (4)
  - Vainqueur : 2002, 2004, 2005, 2007
  - Finaliste : 2006
  - Troisième : 2003, 2012

### Parcours

#### Jeux olympiques
| - Tokyo 1964 : non participante - Mexico 1968 : non participante - Munich 1972 : 6e - Montréal 1976 : 5e - Moscou 1980 : 5e - Los Angeles 1984 : non participante - Séoul 1988 : non participante - Barcelone 1992 : Vainqueur - Atlanta 1996 : Vainqueur - Sydney 2000 : Vainqueur | - Athènes 2004 : 3e - Pékin 2008 : 4e - Londres 2012 : non participante |

#### Championnats du monde
| - 1952 : non participante - 1956 : non participante - 1960 : non participante - 1962 : non participante - 1967 : non participante - 1970 : 8e - 1974 : 7e - 1978 : Vainqueur - 1982 : 5e - 1986 : Finaliste | - 1990 : 4e - 1994 : Vainqueur - 1998 : Vainqueur - 2002 : 5e - 2006 : 7e - 2010 : 12e - 2014 : 21e |

#### Grand Prix
| - 1993 : Vainqueur - 1994 : Finaliste - 1995 : 3e - 1996 : Finaliste - 1997 : Finaliste - 1998 : 3e - 1999 : 5e - 2000 : Vainqueur - 2001 : 4e - 2002 : 7e | - 2003 : 11e - 2004 : 4e - 2005 : 4e - 2006 : 4e - 2007 : 7e - 2008 : 7e - 2009 : Finaliste - 2010 : non participante - 2011 : 11e' - 2012 : 6e | - 2013 : 19e |

#### Coupe du monde
| - 1973 : 5e - 1977 : Finaliste - 1981 : 6e - 1985 : Finaliste - 1989 : Vainqueur - 1991 : Vainqueur - 1995 : Vainqueur - 1999 : Vainqueur - 2003 : 6e - 2007 : 4e | - 2011 : non participante |

#### World Grand Champions Cup
| - 1993 : Vainqueur - 1997 : Finaliste - 2001 : non participante - 2005 : non participante - 2009 : non participante - 2013 : non participante |

#### Championnat d'Amérique du Nord
| - 1969 : Finaliste - 1971 : Finaliste - 1973 : Vainqueur - 1975 : Vainqueur - 1977 : Vainqueur - 1979 : Vainqueur - 1981 : Finaliste - 1983 : Finaliste - 1985 : Vainqueur - 1987 : Vainqueur | - 1989 : Vainqueur - 1991 : Vainqueur - 1993 : Vainqueur - 1995 : Vainqueur - 1997 : Vainqueur - 1999 : Vainqueur - 2001 : Finaliste - 2003 : Finaliste - 2005 : Finaliste - 2007 : Vainqueur | - 2009 : 3e - 2011 : 3e - 2013 : 7e - 2015 : 5e - 2019 : 6e - 2021 : absent - 2023 : 4e |

#### Jeux Panaméricains

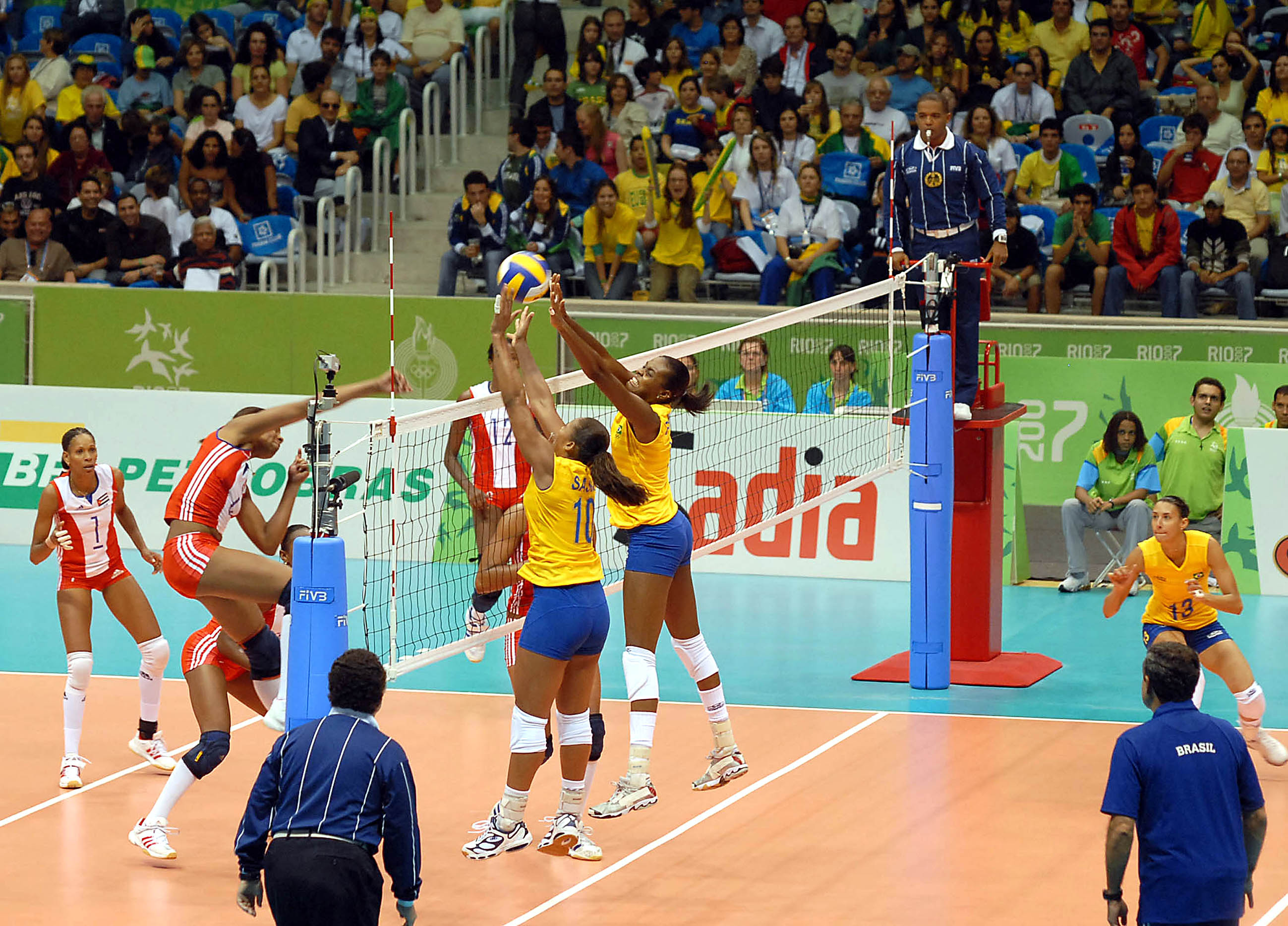
Finale des Jeux Panaméricains 2007 entre le Brésil et Cuba.

| - 1955 : Non qualifié - 1959 : Non qualifié - 1963 : Non qualifié - 1967 : 3e - 1971 : Vainqueur - 1975 : Vainqueur - 1979 : Vainqueur - 1983 : Vainqueur - 1987 : Vainqueur - 1991 : Vainqueur | - 1995 : Vainqueur - 1999 : Finaliste - 2003 : Finaliste - 2007 : Vainqueur - 2011 : Finaliste |

#### Coupe panaméricaine
| - 2002 : Vainqueur - 2003 : 3e - 2004 : Vainqueur - 2005 : Vainqueur - 2006 : Finaliste - 2007 : Vainqueur - 2008 : 11e - 2009 : Non qualifié - 2010 : 4e - 2011 : 4e | - 2012 : 3e - 2013 : 6e - 2014 : 5e |

#### Jeux d'Amérique centrale et des Caraïbes
| - 1938 : ? - 1946 : ? - 1959 : ? - 1962 : ? - 1966 : Finaliste - 1970 : Vainqueur - 1974 : Vainqueur - 1978 : Vainqueur - 1982 : Vainqueur - 1986 : Vainqueur | - 1990 : Vainqueur - 1993 : Vainqueur - 1998 : Vainqueur - 2002 : Non qualifiée - 2006 : Finaliste - 2010 : Non qualifiée |